# Encinasola
Encinasola est une commune de la province de Huelva dans la communauté autonome d'Andalousie en Espagne.

## Géographie
Elle se trouve à la frontière avec Portugal et de l'Estrémadure. Sa population s'élève[Quand ?] à 1 600 habitants.

## Histoire
Près du village, le pont de los Cabriles a été, jusque dans les années 1980, un lieu de transit pour la contrebande avec le Portugal.[réf. nécessaire]